# راکت‌من (فیلم)
راکت‌من (انگلیسی: Rocketman) فیلمی در ژانر موزیکال، درام و زندگی‌نامه‌ای به کارگردانی دکستر فلچر است که در سال ۲۰۱۹ منتشر شد. از بازیگران آن می‌توان به تارون اگرتون، جیمی بل، ریچارد مدن و برایس دالاس هاوارد اشاره کرد.
این فیلم به دوره ای از زندگی التون جان پرداخته‌است. در مراسم گلدن گلوب این فیلم در سه زمینه نامزد شد که توانست جایزه بهترین بازیگر مرد کمدی یا موزیکال (تارون اگرتون) و بهترین ترانه را از آن خود کند. همچنین این فیلم در بخش بهترین فیلم کمدی یا موزیکال نیز کاندید بود که آن را به روزی روزگاری در هالیوود به کارگردانی کوئنتین تارانتینو واگذار کرد.